# Liste der Stolpersteine in Pfungstadt
Die Liste der Stolpersteine in Pfungstadt enthält die Stolpersteine, die im Rahmen des gleichnamigen Kunst-Projekts von Gunter Demnig in Pfungstadt verlegt wurden. Mit ihnen soll an die Opfer des Nationalsozialismus erinnert werden, die in Pfungstadt lebten und wirkten.

## Eschollbrücken
| Name                     | Adresse                  | Bild | Inschrift                                                                                                | Verlegedatum  | Biografie und Anmerkungen |
| ------------------------ | ------------------------ | ---- | --- | ------------- | ------------------------- |
| Hermann Landsberg        | Darmstädter Straße 31 ·  |      | Hier wohnte Hermann Landsberg Jg. 1885 deportiert 1941 Łodz/Litzmannstadt ermordet 25.2.1942             | 10. Apr. 2013 |                           |
| Agathe Landsberg         | Darmstädter Straße 31 ·  |      | Hier wohnte Agathe Landsberg geb. Wolf Jg. 1887 deportiert 1941 Łodz/Litzmannstadt ermordet              | 10. Apr. 2013 |                           |
| Margot Landsberg         | Darmstädter Straße 31 ·  |      | Hier wohnte Margot Landsberg Jg. 1922 deportiert 1941 Łodz/Litzmannstadt ermordet                        | 10. Apr. 2013 |                           |
| Günter Abraham Landsberg | Darmstädter Straße 31 ·  |      | Hier wohnte Günter Abraham Landsberg Jg. 1927 deportiert 1941 Łodz/Litzmannstadt ermordet                | 10. Apr. 2013 |                           |
| Alphons Lorch            | Freitagsgasse 19a ·      |      | Hier wohnte Alphons Lorch Jg. 1890 deportiert 1940 Gurs tot 26.12.1940                                   | 10. Apr. 2013 |                           |
| Samuel Wolf              | Pfungstädter Straße 6 ·  |      | Hier wohnte Samuel Wolf Jg. 1880 deportiert 1942 Richtung Osten ermordet im besetzten Polen              | 10. Apr. 2013 |                           |
| Selma Wolf               | Pfungstädter Straße 6 ·  |      | Hier wohnte Selma Wolf geb. Benjamin Jg. 1886 deportiert 1942 Richtung Osten ermordet im besetzten Polen | 10. Apr. 2013 |                           |
| Helene Wolf              | Pfungstädter Straße 6 ·  |      | Hier wohnte Helene Wolf Jg. 1909 deportiert 1942 Piaski ermordet                                         | 10. Apr. 2013 |                           |
| Julius Lorch             | Pfungstädter Straße 17 · |      | Hier wohnte Julius Lorch Jg. 1875 Flucht 1933 Belgien versteckt gelebt tot 11.6.1942                     |               |                           |
| Sessie Lorch             | Pfungstädter Straße 17 · |      | Hier wohnte Sessie Lorch geb. Keller Jg. 1874 deportiert 1943 ermordet in Auschwitz                      |               |                           |
| Arthur Lorch             | Pfungstädter Straße 17 · |      | Hier wohnte Arthur Lorch Jg. 1882 deportiert 1940 ermordet in Auschwitz                                  |               |                           |
| Eugen Lorch              | Pfungstädter Straße 17 · |      | Hier wohnte Eugen Lorch Jg. 1885 deportiert 1940 Auschwitz ermordet 25.8.1943                            |               |                           |
| Rudolph Lorch            | Pfungstädter Straße 17 · |      | Hier wohnte Rudolph Lorch Jg. 1893 deportiert 1940 ermordet in Auschwitz                                 |               |                           |

## Pfungstadt
| Name                      | Adresse                 | Bild | Inschrift | Verlegedatum  | Biografie und Anmerkungen |
| ------------------------- | ----------------------- | ---- | --- | ------------- | ------------------------- |
| Jenny Rothschild          | Borngasse 12 ·          |      | Hier wohnte Jenny Rothschild Jg. 1898 deportiert 1942 Piaski ermordet                                                                       | 1. Juni 2011  |                           |
| Jakobine Rothschild       | Borngasse 12 ·          |      | Hier wohnte Jakobine Rothschild geb. Meyer Jg. 1963 deportiert 1942 Theresienstadt ermordet 13.2.1943                                       | 1. Juni 2011  |                           |
| Moritz Simon              | Borngasse 13 ·          |      | Hier wohnte Moritz Simon Jg. 1879 deportiert 1942 ermordet im besetzten Polen                                                               | 21. Okt. 2016 |                           |
| Ruth Simon                | Borngasse 13 ·          |      | Hier wohnte Ruth Simon Jg. 1911 Flucht 1935 Palästina                                                                                       | 21. Okt. 2016 |                           |
| Emma Simon                | Borngasse 13 ·          |      | Hier wohnte Emma Simon geb. Rhein Jg. 1887 deportiert 1941 Minsk ermordet                                                                   | 21. Okt. 2016 |                           |
| Max Kaatz                 | Büchnerweg 15 ·         |      | Hier wohnte Max Kaatz Jg. 1869 unfreiwillig verzogen 1938 Berlin gedemütigt/entrechtet tot 13.3.1942                                        | 21. Okt. 2016 |                           |
| Johanna Kaatz             | Büchnerweg 15 ·         |      | Hier wohnte Johanna Kaatz geb. Jakobowitz Jg. 1877 unfreiwillig verzogen 1938 Berlin deportiert 1942 Theresienstadt 1944 Auschwitz ermordet | 21. Okt. 2016 |                           |
| Alexander Kaatz           | Büchnerweg 15 ·         |      | Hier wohnte Alexander Kaatz Jg. 1903 Flucht 1935 Frankreich verhaftet/interniert versteckt gelebt überlebt                                  | 21. Okt. 2016 |                           |
| Hilde Kaatz               | Büchnerweg 15 ·         |      | Hier wohnte Hilde Kaatz geb. Hess Jg. 1910 Flucht 1935 Frankreich                                                                           | 21. Okt. 2016 |                           |
| Erich Kaatz               | Büchnerweg 15 ·         |      | Hier wohnte Erich Kaatz Jg. 1911 Flucht 1935 USA                                                                                            | 21. Okt. 2016 |                           |
| Ruth Kaatz                | Büchnerweg 15 ·         |      | Hier wohnte Ruth Kaatz Jg. 1914 Flucht 1936 Palästina                                                                                       | 21. Okt. 2016 |                           |
| Jonas Julius Blum         | Eberstädter Straße 24 · |      | Hier wohnte Jonas Julius Blum Jg. 1877 deportiert 1942 Theresienstadt ermordet 28.10.1944 Auschwitz                                         | 1. Juni 2011  |                           |
| Rosa Blum                 | Eberstädter Straße 24 · |      | Hier wohnte Rosa Blum geb. Rothschild Jg. 1895 deportiert 1942 Theresienstadt ermordet 28.10.1944 Auschwitz                                 | 1. Juni 2011  |                           |
| David Herz                | Eberstädter Straße 31 · |      | Hier wohnte David Herz Jg. 1878 Flucht 1939 England überlebt                                                                                | 1. Juni 2011  |                           |
| Auguste Herz              | Eberstädter Straße 31 · |      | Hier wohnte Auguste Herz geb. Hirsch Jg. 1881 Flucht 1939 England überlebt                                                                  | 1. Juni 2011  |                           |
| Salomon Sally Lerer       | Eberstädter Straße 43 · |      | Hier wohnte Salomon Sally Lerer Jg. 1900 verhaftet Buchenwald 1942 'verlegt' Heilanstalt Bernburg/Saale ermordet 11.3.1942                  | 1. Juni 2011  |                           |
| Paul Martin Lerer         | Eberstädter Straße 43 · |      | Hier wohnte Paul Martin Lerer Jg. 1936 deportiert 1942 Richtung Osten ermordet im besetzten Polen                                           | 1. Juni 2011  |                           |
| Golda Lerer               | Eberstädter Straße 43 · |      | Hier wohnte Golda Lerer geb. Kalinski Jg. 1887 deportiert 1942 Richtung Osten ermordet im besetzten Polen                                   | 1. Juni 2011  |                           |
| Isaak Meyer               | Hillgasse 4 ·           |      | Hier wohnte Isaak Meyer Jg. 1859 deportiert 1942 Theresienstadt ermordet 26.11.1942                                                         | 21. Okt. 2016 |                           |
| Leib Zuckermann           | Hillgasse 8 ·           |      | Hier wohnte Leib Zuckermann Jg. 1878 Opfer des Pogroms verfolgt/misshandelt tot 7.2.1939 Darmstadt                                          | 1. Juni 2011  |                           |
| Rosa Zuckermann           | Hillgasse 8 ·           |      | Hier wohnte Rosa Zuckermann geb. Saffra Jg. 1876 deportiert 1942 Therese ermordet 22.7.1944                                                 | 1. Juni 2011  |                           |
| David Rothschild          | Kirchstraße 12–14 ·     |      | Hier wohnte David Rothschild Jg. 1893 deportiert 1942 Piaski ermordet                                                                       | 1. Juni 2011  |                           |
| Bertha Rothschild         | Kirchstraße 12–14 ·     |      | Hier wohnte Bertha Rothschild geb. Bernheim Jg. 1901 deportiert 1942 Piaski ermordet                                                        | 1. Juni 2011  |                           |
| Lotte Johanna Rothschild  | Kirchstraße 12–14 ·     |      | Hier wohnte Lotte Johanna Rothschild Jg. 1926 deportiert 1942 Piaski ermordet                                                               | 1. Juni 2011  |                           |
| Alfred Rothschild         | Kirchstraße 12–14 ·     |      | Hier wohnte Alfred Rothschild Jg. 1927 deportiert 1942 Piaski ermordet                                                                      | 1. Juni 2011  |                           |
| Benno Rothschild          | Kirchstraße 12–14 ·     |      | Hier wohnte Benno Rothschild Jg. 1929 deportiert 1942 Piaski ermordet                                                                       | 1. Juni 2011  |                           |
| Martha Marthel Rothschild | Kirchstraße 12–14 ·     |      | Hier wohnte Martha Marthel Rothschild Jg. 1941 deportiert 1942 Piaski ermordet                                                              | 1. Juni 2011  |                           |
| Jenny Jettchen Jeidel     | Kirchstraße 54 ·        |      | Hier wohnte Jenny Jettchen Jeidel Jg. 1885 deportiert 1942 Piaski ermordet                                                                  |               |                           |
| Mina Minna Rothschild     | Kirchstraße 54 ·        |      | Hier wohnte Mina Minna Rothschild geb. Jeidel Jg. 1894 deportiert 1942 Piaski ermordet                                                      |               |                           |
| Siegfried 'Fritz'Stern    | Mainstraße 4 ·          |      | Hier wohnte Siegfried 'Fritz' Stern Jg. 1901 Flucht 1936 Uruguay                                                                            | 21. Okt. 2016 |                           |
| Ilse Stern                | Mainstraße 4 ·          |      | Hier wohnte Ilse Stern Jg. 1929 Flucht 1936 Uruguay                                                                                         | 21. Okt. 2016 |                           |
| Elsbeth Stern             | Mainstraße 4 ·          |      | Hier wohnte Elsbeth Stern geb. Maier Jg. 1906 Flucht 1936 Uruguay                                                                           | 21. Okt. 2016 |                           |
| Agathe Levi               | Mittelgasse 1 ·         |      | Hier wohnte Agathe Levi Jg. 1904 deportiert 1942 Piaski ermordet                                                                            | 1. Juni 2011  |                           |
| Elsa Else Levi            | Mittelgasse 1 ·         |      | Hier wohnte Elsa Else Levi Jg. 1905 deportiert 1942 Piaski ermordet                                                                         | 1. Juni 2011  |                           |
| Isidor Hess               | Pfarrgasse 33 ·         |      | Hier wohnte Isidor Hess Jg. 1875 deportiert 1942 Theresienstadt ermordet in Auschwitz                                                       | 21. Okt. 2016 |                           |
| Rosa Hess                 | Pfarrgasse 33 ·         |      | Hier wohnte Rosa Hess geb. Mayer Jg. 1880 deportiert 1942 Theresienstadt ermordet in Auschwitz                                              | 21. Okt. 2016 |                           |
| Gertrud Weis              | Pfarrgasse 33 ·         |      | Hier wohnte Gertrud Weis geb. Hess Jg. 1907 Flucht 1935 Frankreich                                                                          | 21. Okt. 2016 |                           |
| Margot Weis               | Pfarrgasse 33 ·         |      | Hier wohnte Margot Weis Jg. 1931 Flucht 1936 Frankreich                                                                                     | 21. Okt. 2016 |                           |
| Willy Stern               | Sandstraße 24 ·         |      | Hier wohnte Willy Stern Jg. 1870 gedemütigt/entrechtet tot 22.6.1939                                                                        | 21. Okt. 2016 |                           |
| Binchen Stern             | Sandstraße 24 ·         |      | Hier wohnte Binchen Stern geb. Plaut Jg. 1869 deportiert 1942 Theresienstadt ermordet 27.9.1942 Auschwitz                                   | 21. Okt. 2016 |                           |
| Therese Maier             | Sandstraße 24 ·         |      | Hier wohnte Therese Maier geb. Löb Jg. 1874 deportiert 1942 Theresienstadt ermordet in Auschwitz                                            | 21. Okt. 2016 |                           |